# 云南地桃花
云南地桃花（学名：Urena lobata var. yunnanensis）为锦葵科梵天花属下的一个变种。

## 扩展阅读
- 維基物種上的相關：云南地桃花